# Pedro Flores
Pedro Bryan Flores Salazar (ur. 1998) – meksykański zapaśnik walczący w stylu wolnym. Brązowy medalista mistrzostw panamerykańskich w 2022 roku. Mistrz panamerykański kadetów w 2015 roku.